# 玉茲

20世紀初哈薩克三玉茲的分布示意圖。紅色區域為大玉茲，橘紅色區域為中玉茲，綠色區域為小玉茲

玉茲（意为数词100）是哈萨克族历史上的一种领土和部族划分方法。16世紀初哈萨克汗国分大、中、小三個玉茲，大玉茲稱右部，中玉茲稱左部，小玉茲稱西部。大玉兹分布在今哈萨克斯坦南部和东南部、新疆维吾尔自治区西北部和乌兹别克斯坦部分地区；中玉兹分布在今哈萨克斯坦中部和东部；小玉兹分布在哈萨克斯坦西部和俄罗斯奥伦堡州。

## 历史
Velyaminov-Zernov认为，三大玉兹的划分应该是1598年哈萨克占据塔什干、突厥斯坦和塞兰等重要城市的结果。
每個“玉茲”又包括若干部落，三個玉茲有三個小可汗，上面有大可汗。有趣的是，很多人認為哈薩克汗國在頭克汗時代才有三玉茲的說法。小玉茲是哈克納扎爾汗的兒子奧謝克所領部落組成(主要是諾蓋人與奄蔡)这三个部落基本在历史上是独立发展的，根据中亚史纲研究，中小玉兹联系比较紧密，历史上关系较好，大玉兹则比较独立。
1723年，大玉兹和中玉茲向准噶尔汗国投降，小玉茲汗阿布勒海爾（他是賈尼別克汗的兒子乌斯克（Өсек сұлтан）之后裔。賈迪克是賈尼别克汗倒数第二个儿子）西逃。1730年9月阿布海依爾派使者到烏法，向沙俄遞交國書，請求併入俄國，获得批准。1729年阿布勒海爾统帅三玉兹大军在巴尔喀什以东取得胜利，将准噶尔赶回准噶尔汗国。1757年，在清朝攻灭准噶尔汗国的同年阿睦尔撒纳投靠阿布赉汗，清军攻入中玉兹。1757年阿布赉汗归顺清朝。大玉茲部落定居愛唐蘇河附近（叉勒布什河東北）。中玉茲人後來遷居伊犁和塔爾巴哈台。
三玉茲由来的传说：从前有个汗叫克孜勒阿斯兰（ Kyzil arystan han, 红狮汗）新得一子，因身上有斑点，故取名为阿拉什（ Alash, 突厥语斑纹的意思），红狮汗怕流言诽语，便将阿拉什遗弃。阿拉什长大成人，成了远近闻名的英雄。红狮王便唤阿拉什回自己身边，阿拉什不从。红狮王的参谋科坦拜便说服红狮王，派科坦拜的大儿子乌孙巴图尔（ Uisun batir）带300多名士兵为阿拉什效力，后又派科坦拜的二子波拉特，三子阿勒深各带300士兵加入阿拉什。阿拉什带领这一千人争战杀场，士兵每次冲锋都大喊：“阿拉什！”乌孙的军士为大玉茲，波拉特为中玉茲，阿勒深为小玉茲，加一起称为千人阿拉什（ Alash min）。约九世纪阿拉什一词初次出现。阿拉什为哈萨克人代名词，也是哈萨克人战斗冲锋时的口号